# Витебское государственное училище олимпийского резерва
Витебское государственное училище олимпийского резерва — учебно-педагогический комплекс средняя школа-училище олимпийского резерва для подготовки тренеров-преподавателей по различным видам спорта.
Принимает учащихся, окончивших 7-й класс общеобразовательной школы. После окончания курса средней школы на основе конкурсных экзаменов и спортивных результатов отдельные ученики зачисляются на 1-й курс училища. Срок обучения по специальности «тренер-преподаватель» составляет один год десять месяцев.

## История
27 ноября 1956 года в Витебске на базе средней школы по Ленинградскому шоссе была открыта первая в БССР экспериментальная Витебская школа-интернат №1 на 180 учащихся – детей-сирот и трудновоспитуемых детей школ города и области. В школе были открыты специализированные спортивные классы.
27 ноября 1964 года школа  переезжает в новое здание по адресу ул. Шмырева 44, и в 1979 году переименовывается в Витебскую школу-интернат спортивного профиля.
1 июля 1989 года Витебская школа-интернат спортивного профиля преобразована в Витебское училище олимпийского резерва (ВУОР).
В 2004 году Витебское училище олимпийского резерва было переименовано в Учреждение образования «Витебское государственное училище олимпийского резерва» (ВГУОР).

## Отделения по видам спорта
Подготовка осуществляется по следующим видам спорта: 
лёгкая атлетика,
лыжные гонки,
велоспорт,
шорт-трек,
тяжёлая атлетика,
борьба греко-римская,
борьба вольная,
бокс,
биатлон,
тхэквондо,
самбо,
стрельба пулевая,
дзюдо,
прыжки на батуте,
гребля на байдарках и каноэ,
конькобежный спорт.

## Известные выпускники
Легкая атлетика:
Игорь Лапшин,
Александр Коваленко,
Яна Максимова, 
Владимир Котов,
Дмитрий Марков,
Нелли Воронкова,
Леонид Вершинин,
Виктор Гинько,
Александр Поташёв,
Лариса Короткевич,
Татьяна Курочкина,
Анна Козак,
Ирина Хлюстова.
Тяжёлая атлетика:
Сергей Лавренов,
Татьяна Стукалова,
Анна Батюшко,
Марина Шкерманкова.
Биатлон:
Алексей Айдаров,
Вадим Сашурин,
Наталья Рыженкова,
Дарья Блашко.
Бокс:
Сергей Быковский,
Виктор Зуев.
Борьба:
Юрий Коньков.
Прыжки на батуте:
Николай Казак,
Владимир Какорко.
Велосипедный спорт:
Игорь Сумников.

## Адрес
210007, Беларусь, г. Витебск, ул. Шмырёва, 44